# オリヴィエ・ピィ
オリヴィエ・ピィ（Olivier Py, 1965年7月24日 グラース生まれ）は、フランスの劇作家・演出家・映画監督・俳優。

## 略歴
熱烈なカトリック信仰と自らの同性愛とを詩と演劇の力によってアクロバティックに結びあわせ、「受肉の奇蹟」としての舞台創造を目指す。フランス国立高等演劇学校(コンセルヴァトワール)で演劇、カトリック学院で神学を学び、1988年に自らの劇団を起こす。1997年、オルレアン国立演劇センターの芸術監督に就任、同職を10年務めた後、2007年3月、オデオン座芸術総監督に就任。2012年3月に同職を退任し、2013年よりアヴィニョン演劇祭のディレクターに就任予定。
ミス・ナイフの名前で歌手活動も行う。

## 主な作・演出作品
- 1990年　『ガスパッチョ、死んだ犬』
- 1994年　『少女と悪魔と風車小屋』（『グリム童話』シリーズの第1作、2009年6月に静岡県舞台芸術センター（SPAC）で上演）
- 1995年　『常夜灯　終わらない物語』、アヴィニョン演劇祭（上演時間24時間、1週間連続上演された）
- 1997年　『オルフェの顔』、アヴィニョン演劇祭
- 1998年　『スレブレニッツァへのレクイエム』、アヴィニョン演劇祭
- 1998年　『お芝居』（2000年に佐伯隆幸訳、佐藤信演出によるリーディングが世田谷パブリックシアターで行われた）
- 1999年　『命の水』、アヴィニョン演劇祭（『グリム童話』シリーズの第2作、2009年6月に静岡県舞台芸術センター（SPAC）で上演）
- 2000年　『キャバレー・ミス・ナイフ』
- 2000年　『愉快な黙示録』
- 2001年　『若き俳優への手紙』（2008年6月に静岡県舞台芸術センター（SPAC）で上演）
- 2004年　『ミス・ナイフ、オリヴィエ・ピィを歌う』
- 2005年　『勝利者たち』、アヴィニョン演劇祭
- 2006年　『イリュージョン・コミック - 舞台は夢』、オデオン座（2008年6月に静岡県舞台芸術センター（SPAC）で上演）
- 2008年　『本物のフィアンセ』、オデオン座（『グリム童話』シリーズの第1作、2009年6月に静岡県舞台芸術センター（SPAC）で上演）
- 2009年　『サトゥルヌスの子どもたち』、オデオン座
- 2011年　『アダージョ（ミッテラン、秘密と死）』、オデオン座

## 主な演出作品
- 2003年　ポール・クローデル『繻子の靴』、パリ市立劇場
- 2008年　アイスキュロス『オレステイア』、オデオン座
- 2011年　アイスキュロス三部作（『テーバイ攻めの七将』、『救いを求める女たち』、『ペルシア人』）、オデオン座
- 2011年　シェイクスピア『ロミオとジュリエット』、オデオン座

## 主な出演映画
- 1995年　『パリのレストラン』（ロラン・ベネギ監督）
- 1996年　『猫が行方不明』（セドリック・クラピッシュ監督）
- 1999年　『パリの確率』（セドリック・クラピッシュ監督）
- 2000年　『目を閉じて』（オリヴィエ・ピィ監督）